# Surface Laptop SE
El Surface Laptop SE (en inglés: Slim Edition) es un ordenador portátil fabricado por Microsoft. Presentado el 9 de noviembre de 2021, es un modelo básico, no muy potente, económico, de la serie de portátiles Surface  dirigido exclusivamente al mercado educativo. Su lanzamiento está previsto para principios de 2022. 
El Surface Laptop SE tiene un cuerpo de plástico y comparte algunos componentes (como el teclado) con el Surface Laptop Go. Microsoft declaró que fue diseñado para ser más reparable que otros modelos de Surface, ya que la compañía distribuirá piezas de repuesto (como baterías, pantallas, teclados y placas base) disponibles a través de sus socios de servicio para reparaciones in situ.
El dispositivo utiliza una CPU Intel Celeron, con configuraciones que utilizan un Celeron N4020 con 4 GB de RAM y 64 GB de almacenamiento interno o el N4120 con 8 GB de RAM y 128 GB de almacenamiento interno. Cuenta con dos puertos USB, USB-A y USB-C. A diferencia de otros modelos de Surface, el Laptop SE utiliza un conector de alimentación cilíndrico y no magnético. Incluye una pantalla de 11,6 pulgadas con resolución de 1366×768 y una cámara web de 720 píxeles, con un precio inicial de 249 dólares, y solamente podrá ser adquirida por los centros educativos.

### Sistema operativo
Windows 11 SE: Una edición del sistema operativo Windows 11, optimizado para el mercado educativo, que da prioridad a la nube.